# سكاي نيوز
سكاي نيوز (بالإنجليزية: Sky News)‏ هي قناة تلفزيونية فضائية بريطانية تبث 24 ساعة الأخبار الدولية مع التركيز على المملكة المتحدة. القناة تقدم آخر الأخبار العاجلة ولديها إصدارات دوليّة مختلفة مثلًا سكاي نيوز أستراليا وسكاي نيوز نيوزيلندا ويوجد نسخة دوليّة لسكاي نيوز تُبَثّ في أوروبا وآسيا. بدأت شبكة سكاي نيوز خدمتها في 5 فبراير 1989 ومقرها في لندن.
ولها العديد من القنوات الرياضية بمُسمّى سكاي سبورتس، وتم افتتاح قناة الإخبارية الرياضية سكاي سبورتس نيوز، ولها العديد من القنوات بتقنية HD وتميزت بنقلها للدوري الإنكليزي وكذلك تم افتتاح قناة في الوطن العربي مقرها في أبوظبي سكاي نيوز عربية، وقنوات سكاي لها رواج عالمي كبير.